# ماریا دامبروفسکا
ماریا دامبروفسکا (لهستانی: Maria Dąbrowska؛‏ [dɔmˈbrɔfska]؛ ‏ ۶ اکتبر ۱۸۸۹ – ۱۹ مهٔ ۱۹۶۵) رمان‌نویس، مقاله‌نویس، مترجم، روزنامه‌نگار، نویسنده و نمایش‌نامه‌نویس اهل لهستان بود. او نویسندهٔ رمان تاریخی موفق شب‌ها و روزها به زبان لهستانی و در چهار جلد است که از روی آن در سال ۱۹۷۵ میلادی فیلمی به همان نام به کارگردانی یژی آنتچاک ساخته شد.
دامبروفسکا دریافت‌کنندهٔ نشان طلایی آکادمی ادبیات لهستان است. او در طول زندگی‌اش چهار بار نامزد دریافت جایزهٔ نوبل ادبیات شد. او همچنین مترجم خاطرات ساموئل پیپس به زبان لهستانی است.